# Andrej Minevski
Andrej Minevski (belarussisch Андрэй Пятровіч Мінеўскі eigentlich Andrej Pjatrowitsch Mineuski, russisch Андрей Петрович Миневский, wiss. Trans. Andrei Petrowitsch Minewski; * 16. September 1969 in Grodno) ist ein belarussischer Handballtrainer und ehemaliger Handballspieler, der zumeist als Kreisläufer eingesetzt wurde. Er konnte aber auch im Rückraum spielen.

## Karriere
Der 1,96 m große Rechtshänder begann im belarussischen Grodno mit dem Handballspiel. 1987 wechselte er in die Sportuniversität Minsk zu SKA Minsk, mit dem er den Europapokal der Landesmeister 1990 gewann. Im EHF-Pokal erreichte er 1992 das Finale, unterlag dort aber der SG Wallau/Massenheim. 1993 und 1994 wurde er belarussischer Meister. Anschließend kam er mit seiner Familie nach Deutschland.  Dort spielte er zunächst für den Ohligser TV. 1997 schloss er sich dem TV Mülheim-Kärlich an, mit dem er in der 2. Handball-Bundesliga und der Handball-Regionalliga antrat. Nach drei Jahren ging er zum Regionalligisten HSG Biewer-Pfalzel in Trier. Nach einer kurzen Station beim Güstrower HV kam er 2004 zum Oberligisten HC Dresden. Ab Sommer 2004 spielte und trainierte er beim Thüringer HC, so in der Saison 2013/14 in der Landesliga. Nach der Saison 2018/19 wurde er als Trainer der zweiten Frauenmannschaft entlassen. Später übernahm er beim THC eine Jugendmannschaft. Unter seine Leitung gewann die weibliche E-Jugend in der Saison 2021/22 die Landesmeisterschaft.

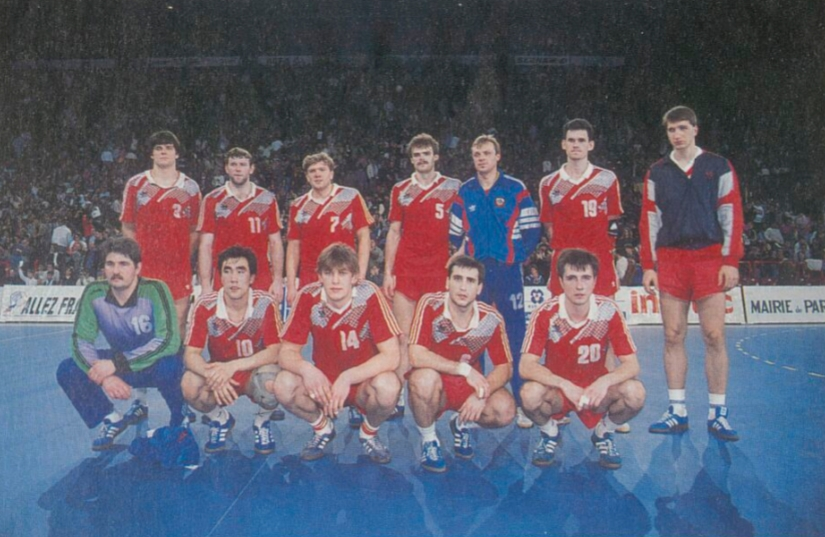
Die Auswahl der GUS beim Tournoi de Bercy 1992: Dmitri Kudinow, Michael Jakimowitsch, Serhij Bebeschko, Andrei Minevski, Alexander Minevski, Igor Wassiljew, Gennadij Chalepo (h.v.l.), Igor Tschumak, Talant Dujshebaev, Oleg Grebnew, Jurij Hawrylow, Dmitri Filippow (v.v.l.).

In der Sowjetischen Nationalmannschaft debütierte Andrej Minevski 1991. Mit dem Vereinten Team gewann er bei den Olympischen Spielen 1992 in Barcelona die Goldmedaille. Für den Olympiasieg erhielt er die Auszeichnung Verdienter Meister des Sports der UdSSR. Anschließend lief er noch in 27 Länderspielen, in denen er 51 Tore warf, für Belarus auf. Bei der Europameisterschaft 1994 belegte er gemeinsam mit seinem Bruder, dem Handballtorwart Alexander Minevski, den 8. Platz. Nach seinem Wechsel nach Deutschland 1994 kam er nicht mehr zum Einsatz.

## Privates
Andrej Minevski ist mit der zweifachen Handball-Weltmeisterin Svetlana Minevskaja verheiratet. Die gemeinsame Tochter Shenia Franz war deutsche Handballnationalspielerin.